# Z-DNA

Animierte Struktur der Z-DNA.

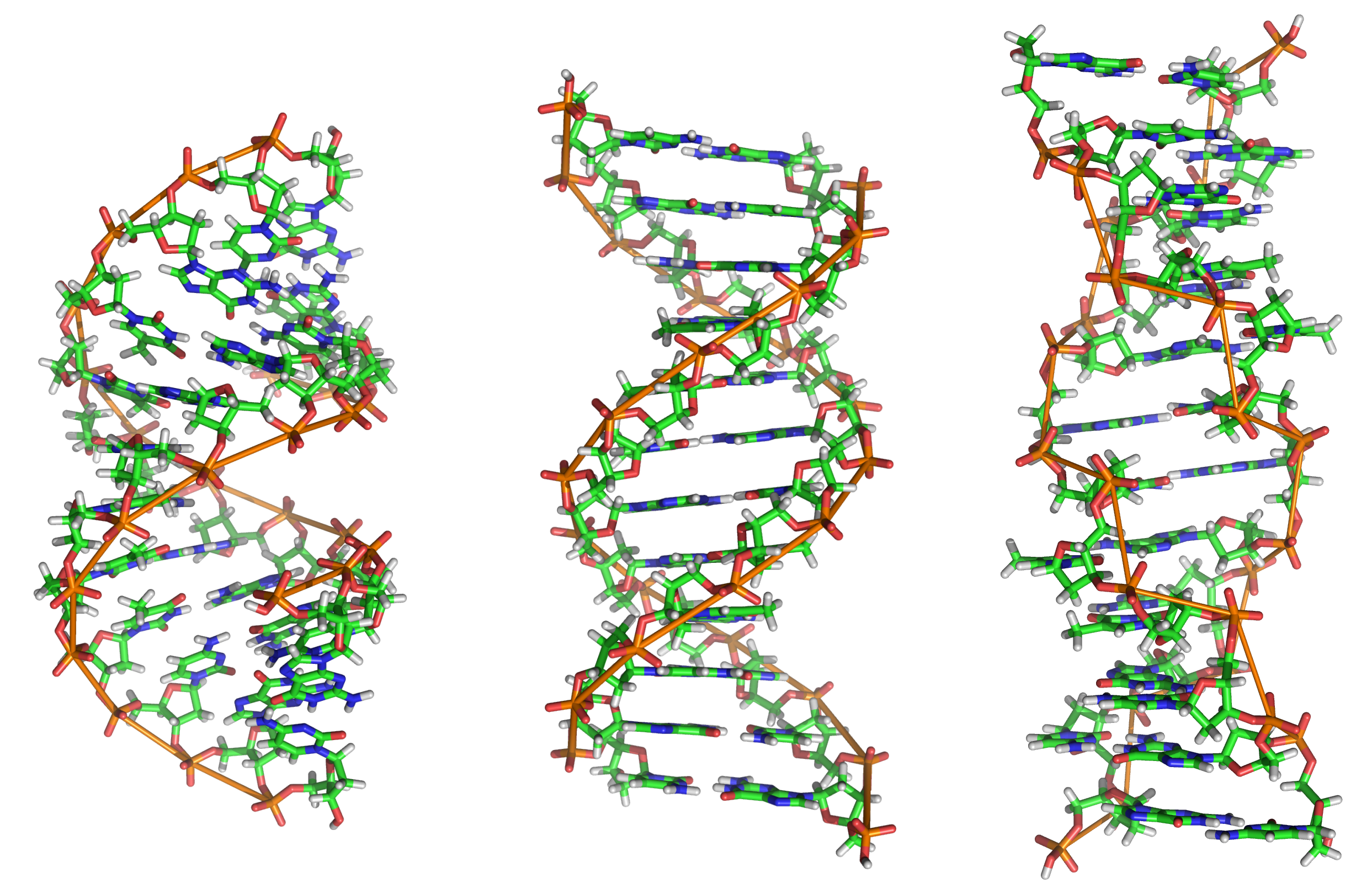
Seitliche Ansicht von A-, B- und Z-DNA.

Z-DNA ist eine von verschiedenen möglichen Strukturformen der DNA. Es handelt sich dabei um eine linksgängige Doppelhelix (im Gegensatz zu der in der Natur üblichen B-Form, die eine rechtsgängige Helix bildet). Vermutlich ist die Z-DNA zusammen mit der A- und der B-DNA eine der drei biologisch aktiven DNA-Formen.

## Geschichte
Mit dem Zusammenhang zwischen Z-DNA und B-DNA  beschäftigten sich Pohl und Jovin in frühen Arbeiten. Sie konnten zeigen, dass der Circulardichroismus, kurz CD, von poly(dG-dC) unter Verwendung von 4 M NaCl-Lösung beinahe vollständig umkehrbar war. Die Vermutung, dass die Ursache dafür eine Umwandlung von B-DNA nach Z-DNA war, wurde später durch Ramanspektroskopie von Z-DNA Kristallen in der Lösung belegt. Die Z-DNA selbst wurde im Jahr 1979 als erste kristalline DNA-Struktur von Alexander Rich, Andrew Wang und Mitarbeitern am MIT entdeckt (siehe Röntgenbeugung).
Jedoch wurde erst im Jahr 2005 über eine Kristallstruktur berichtet, welche Z-DNA direkt in einer Verbindung mit B-DNA zeigt und so Hinweise auf eine biologische Aktivität von Z-DNA liefert.

## Struktur
Der Name Z-DNA leitet sich vom zickzackartigen Verlauf des Zucker-Phosphat-Rückgrates ab. Die Struktur ist aber im Vergleich zu der rechtsgängigen B-DNA sehr verschieden. Denn die Z-DNA ist linksgängig und hat eine Struktur, die sich alle zwei Basenpaare wiederholt (Dimere). Allerdings ist die Z-DNA eine metastabile Konformation der DNA und wird nur unter bestimmten Umständen eingenommen (wie z. B. alternierende Pyrimidine/Purine, hoher Salzkonzentration oder DNA supercoiling).

## Funktion
Es wird vermutet, dass Z-DNA u. a. eine Rolle während der DNA-Transkription spielt, wenn besonders viel supercoiled DNA vorliegt.
Außerdem wurde beobachtet, dass das vermutliche Vorliegen von Z-DNA mit Transkriptionsaktivität zusammenfällt und es wurde postuliert, dass Z-DNA bei der Regulation der Transkription eine Rolle spielt.
| Strukturmerkmal                         | A-DNA           | B-DNA          | Z-DNA                                 |
| --------------------------------------- | --------------- | -------------- | ------------------------------------- |
| helikaler Drehsinn                      | rechts          | rechts         | links                                 |
| Durchmesser                             | ≈26 Å           | ≈20 Å          | ≈18 Å                                 |
| Basenpaare pro helikale Windung         | 11,6            | 10,4…10,6      | 12 (6 Dimere)                         |
| Helikale Windung je Basenpaar (twist)   | 31°             | 36°            | 60° (pro Dimer)                       |
| Ganghöhe (Anstieg pro Windung)          | 34 Å            | 34 Å           | 44 Å                                  |
| Anstieg pro Base                        | 2,9 Å           | 3,4 Å          | 7,4 Å (pro Dimer)                     |
| Neigungswinkel der Basenpaare zur Achse | 20°             | 6°             | 7°                                    |
| Große Furche                            | eng und tief    | breit und tief | flach                                 |
| Kleine Furche                           | breit und flach | eng und tief   | eng und tief                          |
| Zuckerkonformation                      | C3'-endo        | C2'-endo       | Pyrimidine: C2'-endo Purine: C3'-endo |
| Glykosidische Bindung                   | anti            | anti           | Pyrimidine: anti Purine: syn          |